# The Brisons
The Brisons är öar i Storbritannien.   De ligger i riksdelen England, i den södra delen av landet, 400 km väster om huvudstaden London.